# Legionowo
Legionowo es una ciudad en Masovia (en polaco: Mazowsze), centro-este de Polonia.

## Ubicación
Legionowo se encuentra 23 kilómetros (14 mi) al noreste del centro de Varsovia y solo 7 kilómetros (4 mi) al sur del embalse de Zegrze (Jezioro Zegrzyńskie o Zalew Zegrzyński), cerca del ferrocarril Varsovia-Gdańsk y Varsovia-Suwałki camino.
Situado en el Voivodato de Mazovia (województwo mazowieckie, creado en 1999 como resultado de la Ley de Reorganización del Gobierno Local), anteriormente en el Voivodato de Varsovia (województwo warszawskie o województwo stołeczne warszawskie, 1975–1998) y el antiguo Voivodato de Mazovia (antes de 1975). Actualmente, esta es la capital de Condado de Legionowo (powiat legionowski), que es uno de los 38 condados terrestres (powiat ziemski) en Mazovia Voivodato.
condados colindantes

(desde el norte, en el sentido de las agujas del reloj): Condado de Pułtusk, Condado de Wyszków, Condado de Wołomin, Varsovia, Condado de Varsovia Oeste, Condado de Nowy Dwór.

## Educación
Hay cuatro escuelas secundarias en la ciudad, de las cuales tres son públicas y una privada basada en la fe.
Actualmente, la educación superior solo está representada por una academia de formación policial. Entre 2001 y 2006, una Colegio técnico-económico privado (en polaco: Wyższa Szkoła Ekonomiczno-Techniczna) estuvo presente en la ciudad.

## Historia

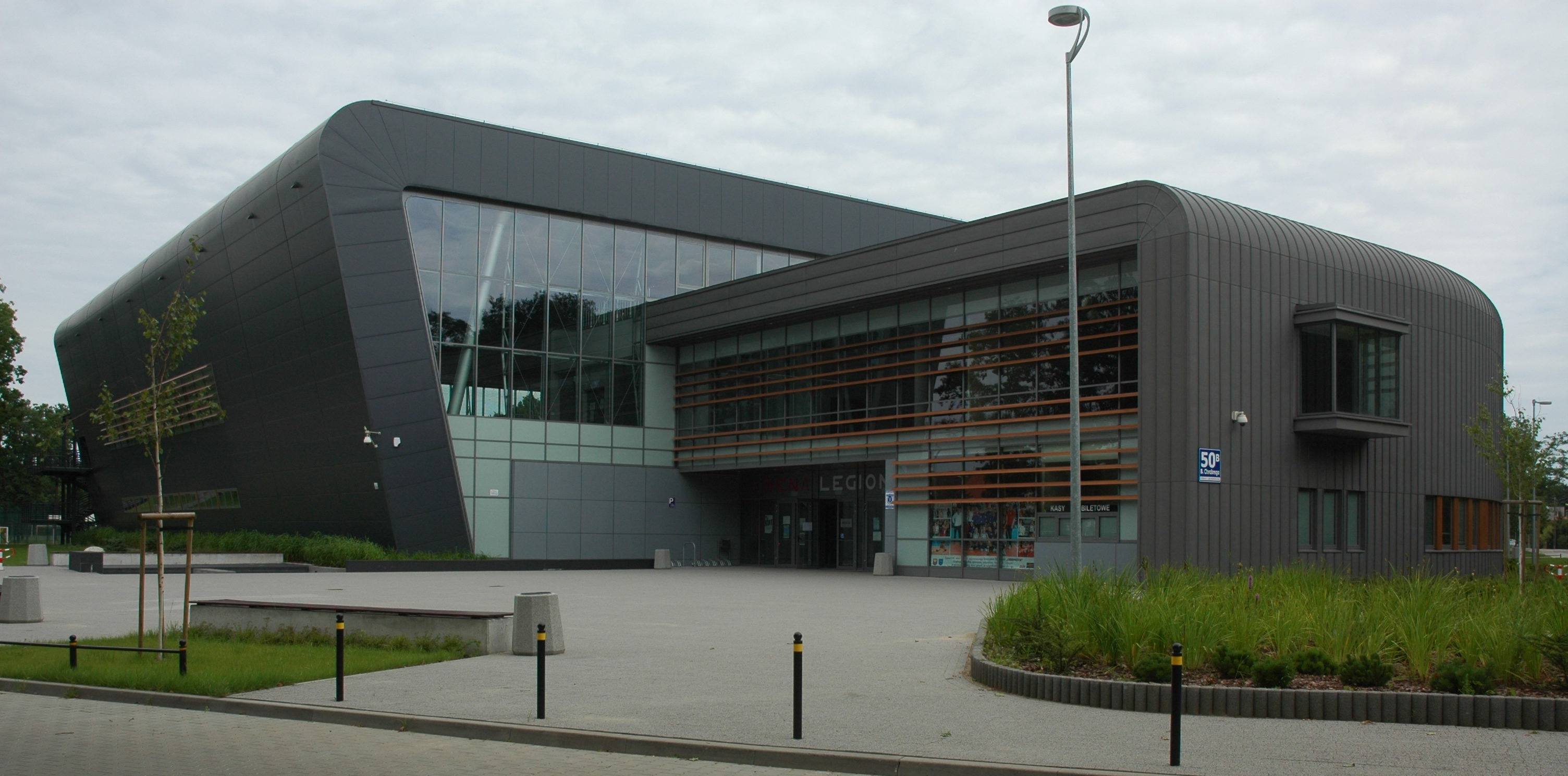
Arena Legionowo

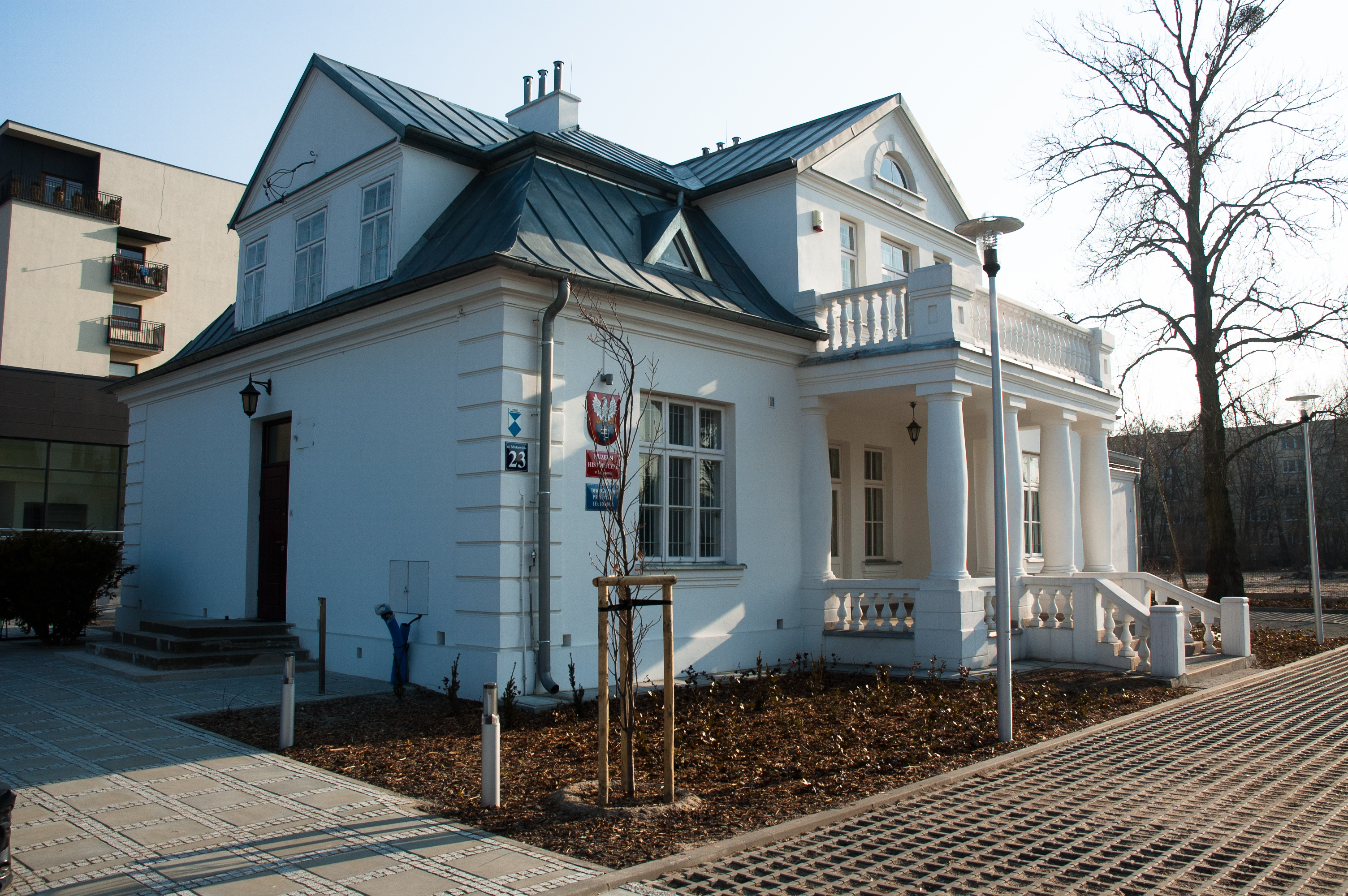
Museo Histórico de Villa Bratki

- La historia de Legionowo se remonta a 1877, cuando se construyó la estación de tren de Jabłonna Nowa (Nueva Jabłonna). El nombre proviene de Jabłonna, el pueblo cercano, donde en 1774-1779 el obispo Michał Poniatowski (hermano del último rey de Polonia, Stanisław Poniatowski ) construyó el Palacio de Jabłonna (en polaco: Pałac w Jabłonnie) - ahora propiedad de la Academia de Ciencias de Polonia.
- En 1892, se construyeron los cuarteles del ejército ruso (koszary carskie) cerca de la estación de ferrocarril (Obóz Hurki) y se colocó allí una guarnición local del ejército ruso, como parte de Región de la Fortaleza de Varsovia (Warszawski Rejon Umocniony), hasta el comienzo de la Primera Guerra Mundial, cuando esta región fue ocupada por las tropas alemanas.
- En 1912, Legionowo recibe derechos de ciudad (prawa miejskie).
- En 1919, Jabłonna Nowa pasó a llamarse Legionowo en honor a las Las legiones polacas (Legiony Polskie).
- Ca. 1920 Se abrió el Instituto de Aerología (actualmente Centro de Aerología dentro del Instituto de Meteorología y Administración del Agua, Ośrodek Aerologii Instytutu Meteorologii i Gospodarki Wodnej).
- Durante la Batalla de Varsovia (Bitwa o Warszawę) en agosto de 1920, desde el cuartel de Legionowo, el general Żeligowski dirigió la 10.ª División de Infantería (10 . Dywizja Piechoty) a Radzymin, que ayudó a salvar a Varsovia del Ejército Rojo.
- En 1922, se inauguró en Legionowo la fábrica de globos y paracaídas Aviotex, que también producía tiendas de campaña y otros equipos de campamento (por ejemplo, sacos de dormir).
- Después de 1925, Legionowo se convirtió en un lugar de veraneo para los habitantes de Varsovia, ya que en ese momento era una zona boscosa y no contaminada.
- Entre la Primera Guerra Mundial y la Segunda Guerra Mundial, la línea ferroviaria de vía estrecha conectaba Legionowo con Varsovia, pasando por Jabłonna.
- En 1930, Legionowo se convirtió en comuna (gmina).
- Durante la Segunda Guerra Mundial, una sala de Stalag 368 (en alemán: Stammlager, un campo de prisioneros para oficiales inferiores y soldados) en Beniaminowo y un gueto se ubicaron en Legionowo.
- Durante la Segunda Guerra Mundial, en 1944, Legionowo participó en el levantamiento de Varsovia, como el llamado Distrito 7: Collar (Obwód 7: Obroża). Durante la primera semana de agosto de 1944, Legionowo fue un lugar de luchas regulares entre las tropas alemanas y los rebeldes polacos. Después de una semana más o menos, los alemanes sofocaron el levantamiento y varios polacos fueron ejecutados en uno de los refugios militares cerca de la vía del tren.
- Después de la Segunda Guerra Mundial, hubo una fábrica de ladrillos (cegielnia), ahora inexistente.
- En la década de 1950, se electrificó la vía férrea de trocha estándar.
- A fines de la década de 1960, una línea de ferrocarril de vía estrecha se cerró y, a principios de la década de 1970, se quitaron las vías. Los edificios de terminales y depósitos permanecen, actualmente en uso privado.

- En los años 60 se construyeron los primeros bloques de viviendas de 4 plantas. En las décadas de 1970 y 1980 se construyeron tres grandes grupos de viviendas (de 4 y 11 plantas).
- En 1977, se abrió una fábrica de hojalatería "Bistyp".
- A principios de la década de 1980, se construyó una fábrica de casas cerca de Legionowo, que fabricaba elementos prefabricados para bloques de viviendas construidos en la región. La fábrica ahora está cerrada.
- En agosto de 1990, se inauguró el Centro de formación policial (Centrum Szkolenia Policji), una de las dos instituciones de este tipo en Polonia.
- Después de la gran inundación en las partes del sur de Polonia en 1997, el Instituto de Aerología fue equipado con un Doppler radar meteorológico, capaz de escanear alrededor de una quinta parte del área de Polonia en busca de nubes de tormenta y lluvia. Ahora es parte de SMOK (Sistema de Pronóstico y Protección de Monitoreo Hidrológico y Meteorológico, polaco: System Monitoringu i Osłony Kraju).
- En 2012, Legionowo recibió al equipo de fútbol griego durante la competición de fútbol Euro 2012.[2]

## Estación de tren
Una de las cosas que se encuentran en Legionowo es la estación de tren de Legionowo. A partir de 2011, es atendido por Koleje Mazowieckie, que ejecuta los servicios KM9 desde la Varsovia Zachodnia o la Warszawa Wola hasta la  Działdowo, Szybka Kolej Miejska, que gestionan los servicios S9 desde la Warszawa Gdańska hasta la Wieliszew y por Tanie Linie Kolejowe por sus servicios entre países a Cracovia, Kołobrzeg, Olsztyn, Bielsko-Biała, Gdynia y también a la Varsovia Zachodnia.
Se realizó una remodelación importante de la estación entre 2014 y 2016 con una gran cantidad de fondos provenientes de Swiss Contribution. Incluía un centro de transporte, un estacionamiento de varios pisos, tiendas y más.

## Deporte
El equipo de Legionovia Legionowo fútbol asociado tiene su sede en el estadio municipal local y juega en la cuarta división .
Un club del mismo nombre es también uno de los mejores clubes profesionales de voleibol femenino, que juega en la división más alta.
El arena local alberga todos los clubes deportivos cubiertos de la ciudad, así como música, MMA, boxeo y otros eventos.

## Relaciones internacionales

### Ciudades hermanadas
Legionowo es hermanada con:
- Kovel, Ucrania
- Sevlievo, Bulgaria
- Jiujiang, China
- Carnikava, Letonia
- Borjomi, Georgia

Antiguos pueblos gemelos:
- Rzhev, Rusia (terminado debido a la invasión rusa de Ucrania en 2022)[4]